# Sjaak Alberts
Jacques Anton Alberts, detto Sjaak, (Arnhem, 27 febbraio 1926 – L'Aia, 21 luglio 1997), è stato un calciatore olandese, di ruolo difensore.

## Carriera
A livello di club, Sjaak Alberts ha militato tra le file del Vitesse.
Ha giocato anche 5 partite con la nazionale olandese; l'esordio è avvenuto il 6 aprile 1952, ad Anversa, contro il Belgio. Ha preso parte anche alle Olimpiadi di Londra 1948 e di Helsinki 1952.

## Statistiche

### Cronologia presenze e reti in Nazionale
| Cronologia completa delle presenze e delle reti in nazionale ― Paesi Bassi | Cronologia completa delle presenze e delle reti in nazionale ― Paesi Bassi | Cronologia completa delle presenze e delle reti in nazionale ― Paesi Bassi | Cronologia completa delle presenze e delle reti in nazionale ― Paesi Bassi | Cronologia completa delle presenze e delle reti in nazionale ― Paesi Bassi | Cronologia completa delle presenze e delle reti in nazionale ― Paesi Bassi | Cronologia completa delle presenze e delle reti in nazionale ― Paesi Bassi | Cronologia completa delle presenze e delle reti in nazionale ― Paesi Bassi |
| Data                                                                       | Città                                                                      | In casa                                                                    | Risultato                                                                  | Ospiti                                                                     | Competizione                                                               | Reti                                                                       | Note                                                                       |
| -------------------------------------------------------------------------- | -------------------------------------------------------------------------- | -------------------------------------------------------------------------- | -------------------------------------------------------------------------- | -------------------------------------------------------------------------- | -------------------------------------------------------------------------- | -------------------------------------------------------------------------- | -------------------------------------------------------------------------- |
| 6-4-1952                                                                   | Anversa                                                                    | Belgio                                                                     | 4 – 2                                                                      | Paesi Bassi                                                                | Amichevole                                                                 | -                                                                          |                                                                            |
| 14-5-1952                                                                  | Amsterdam                                                                  | Paesi Bassi                                                                | 0 – 0                                                                      | Svezia                                                                     | Amichevole                                                                 | -                                                                          |                                                                            |
| 16-7-1952                                                                  | Turku                                                                      | Paesi Bassi                                                                | 1 – 5                                                                      | Brasile                                                                    | Olimpiadi 1952                                                             | -                                                                          |                                                                            |
| 19-10-1952                                                                 | Anversa                                                                    | Belgio                                                                     | 2 – 1                                                                      | Paesi Bassi                                                                | Amichevole                                                                 | -                                                                          |                                                                            |
| 15-11-1952                                                                 | Hull                                                                       | Inghilterra                                                                | 2 – 2                                                                      | Paesi Bassi                                                                | Amichevole                                                                 | -                                                                          |                                                                            |
| Totale                                                                     |                                                                            | Presenze                                                                   | 5                                                                          |                                                                            | Reti                                                                       | 0                                                                          |                                                                            |